# Бражник, Фёдор Сазонович
Федор Сазонович Бражник (1926—2005) — советский и российский учёный-правовед, специалист в области уголовного права, доктор юридических наук, профессор, Заслуженный юрист РСФСР, Заслуженный работник высшей школы Российской Федерации, полковник юстиции в отставке.

## Биография
Родился 17 января 1926 году в поселке Веселый Акбулакского района (ныне — Оренбургская область) и свою трудовую деятельность начал колхозником в родном поселке.
Во время Великой Отечественной войны в 1943 г. был призван в ряды Красной Армии, воевал стрелком в составе 1-го Украинского фронта. За заслуги перед Отечеством награждён орденами и медалями, был дважды ранен.
В 1948—1950 гг. — курсант Горьковского военно-политического училища. В 1950—1955 гг. проходил военную службу на должности замполита роты 111-го мотострелкового полка 35-й мотострелковой дивизии, 265-го стрелкового полка 86-й стрелковой дивизии в Одесском военном округе.
В 1954—1958 гг. являлся слушателем Военно-политической академии им. В. И. Ленина.
С 1958 по 1963 гг. проходил службу в военных трибуналах на должностях секретаря, а впоследствии члена военного трибунала 7-й гвардейской армии в Закавказском военном округе (г. Ереван).
С 1963 по 1966 гг. был адъюнктом Военно-политической академии им. В. И. Ленина.
С 1966 г. служил на кафедре уголовного права на различных педагогических должностях — преподаватель, старший преподаватель, доцент, профессор.
В 1995 г. защитил диссертацию на соискание ученой степени доктора юридических наук по теме: «Актуальные проблемы норм общей части уголовного законодательства Российской Федерации и практика их применения в Вооруженных Силах Российской Федерации».
Крупный специалист в области уголовного права, автор свыше 100 научных, учебных и учебно-методических работ. Один из лучших представителей военно-юридического образования в России, за многолетнюю работу на кафедре подготовил более 5 000 высококвалифицированных юристов для органов военной прокуратуры и военных судов нашей страны и других государств. Являлся членом диссертационного совета по военному праву, военным проблемам международного права при Военном университете. Научные идеи, выдвинутые Ф. С. Бражником, получили своё развитие в подготовленных под его научным руководством 3 кандидатских и 6 магистерских диссертациях.
В 2001 г. избран действительным членом Академии военных наук. Свою научную и педагогическую деятельность Ф. С. Бражник успешно сочетал с общественной работой. Долгое время был помощником члена Совета Федерации Федерального Собрания Российской Федерации, являлся членом экспертного совета комитета Совета Федерации Федерального Собрания Российской Федерации по правовым и судебным вопросам, членом Третейского суда при Российском экономическом университете им. Г. В. Плеханова. Принимал активное участие в законотворческой деятельности.
Труды Ф. С. Бражника широко известны научной общественности и используются в научной и педагогической практике не только в Военном университете, но и в других ведущих юридических вузах страны.
В процессе преподавания учебных курсов в настоящее время используются учебники, подготовленные в соавторстве под его непосредственным руководством, авторские учебные пособия, методические и дидактические материалы. Разработанный коллективом кафедры под руководством Ф. С. Бражника учебник «Уголовно-исполнительное право Российской Федерации» являлся долгое время единственным в стране специальным изданием для подготовки военных юристов. На протяжении многих лет готовил специалистов-юристов для зарубежных государств, в том числе и для стран СНГ. Разработал и внедрил в практику образовательного процесса уникальную методику преподавания юридических дисциплин для лиц, слабо владеющих русским языком.
До последних лет жизни Ф. С. Бражник вел активную научно-исследовательскую работу. В 2003 г. им опубликована работа «Альтернативная гражданская служба в Российской Федерации» — первый в нашей стране труд по этой проблеме, который получил высокую оценку среди научной общественности России и в странах СНГ. Многие положения этого фундаментального исследования нового для нашей страны института гражданского общества нашли отражение в законодательстве об альтернативной гражданской службе.
Федор Сазонович Бражник скончался 28 октября 2005 г. в г. Москве.

## Награды
Ордена
- Орден Красной Звезды
- Орден Отечественной войны I степени

Медали
- Медаль «За боевые заслуги»
- Медаль «За освобождение Праги»
- Медаль «За победу над Германией в Великой Отечественной войне 1941—1945 гг.»
- Юбилейная медаль «Двадцать лет победы в Великой Отечественной войне 1941—1945 гг.»
- Юбилейная медаль «Тридцать лет Победы в Великой Отечественной войне 1941—1945 гг.»
- Юбилейная медаль «Сорок лет Победы в Великой Отечественной войне 1941—1945 гг.»
- Медаль «30 лет Советской Армии и Флота»
- Юбилейная медаль «40 лет Вооружённых Сил СССР»
- Юбилейная медаль «50 лет Вооружённых Сил СССР»
- Юбилейная медаль «60 лет Вооружённых Сил СССР»
- Юбилейная медаль «За доблестный труд (За воинскую доблесть). В ознаменование 100-летия со дня рождения Владимира Ильича Ленина»

## Основные труды
- Бражник Ф. С. Актуальные вопросы уголовной ответственности за нарушение правил вождения или эксплуатации машин. // Труды академии. Вып. 53. — М.: ВПА, 1966. — С. 174—207;
- Бражник Ф. С. Борьба с нарушениями правил вождения и эксплуатации специальных и транспортных машин: Автореф. дис…канд. юрид. наук. М.: ВШ МООП РСФСР, 1966. — 18 С.;
- Бражник Ф. С. Развивать у военных водителей дисциплинированность и любовь к своей профессии. // Коммунист Вооруженных Сил СССР. 1966. № 4;
- Бражник Ф. С., Рубин Ф. Л. Безопасность движения машин и боевая готовность. // Тыл и снабжение Советских Вооружённых Сил. 1968. № 12;
- Бражник Ф. С. Борьба с нарушениями правил вождения и эксплуатации боевых, специальных и транспортных машин. Дисс. … канд. юрид. наук. М.: ВПА, 1966. — 334 С.;
- Бражник Ф. С. Безопасность движения машин и боевая готовность. // Тыл и снабжение Советских Вооружённых Сил. 1968. № 12;
- Бражник Ф. С. К вопросу о двойной форме вины в советском уголовном праве. // Труды академии, вып. 68. М.: РИО ВПА им. В. И. Ленина, 1970. С. 267—285;
- Бражник Ф. С. Водитель и безопасность движения. // Красное знамя. 1972. 31 мая;
- Бражник Ф. С. Предупреждение нарушений правил вождения и эксплуатации боевых, специальных и транспортных машин // Предупреждение правонарушений. М.: ВПА, 1972;
- Бражник Ф. С. Уголовная ответственность за нарушение правил вождения и эксплуатация машин. Учебное пособие. М.: ВПА, 1972. — 81 С.;
- Бражник Ф. С., Соколов Н. Н. Водитель и правила движения. // Красный воин. 1972. 21 июля;
- Бражник Ф. С. Предупреждение нарушений правил вождения и эксплуатации машин. // Предупреждение правонарушений. М.: Воениздат, 1976;
- Советское уголовное право. Воинские преступления. / Х. М. Ахметшин, Ф. С. Бражник, А. А. Вихров, А. П. Васецов, В. В. Лунеев, Б. В. Прокопович, А. А. Тер-Акопов, В. П. Шупленков; Под ред. А. Г. Горного. М.: ВИ, 1978. — 427 С.;
- Бражник Ф. С. Вопросы Общей части в законодательстве о воинских преступлениях. М.: ВИ, 1979.
- Бражник Ф. С. Социальная сущность специального субъекта. // Субъект воинского преступления. Материалы П теоретического семинара ВЮФ 1983 г. М.: ВКИ, 1984. С. 42 — 46;
- Бражник Ф. С. Пределы действия ст. 8 Закона об уголовной ответственности за воинские преступления. // Материалы IV теоретического семинара ВЮФ 1985 г. М.: ВКИ, 1986. С. 32 — 37;
- Извлечения из Уголовного кодекса Социалистической Республики Вьетнам, принято-го Государственным Советом СРВ 27 июня 1985 года (Отв. ред. Х. М. Ахметшин, Ф. С. Бражник). М.: ВКИ, 1987. — 40 С.;
- Бражник Ф. С. Воинские преступления. // Юридический справочник для населения. М.: Юрид. лит., 1988.;
- Вопросы Общей части в законодательстве о воинских преступлениях. — М., 1988;
- Бражник Ф. С. Воинские преступления. // Юрид. справочник для населения. М.: Юрид. лит., 1988;
- Бражник Ф. С. Уклонение от военной службы. // Юрид. справочник для населения. М.: Юрид. лит., 1988;
- Бражник Ф. С. и др. Конечная цель неосторожных преступлений и пути её устранения. // В кн. «Предупреждение правонарушений военнослужащих на современном этапе военного строительства». М.: ВИ, 1992;
- Уголовно-исполнительное право. — М., 1994;
- Уголовное право Российской Федерации. Воинские преступления: Учебник. / Ахметшин Х. М.: Бражник Ф. С., Тер-Акопов А. А., Кожемякин Б. А., Шупленков В. П., Шулепов Н. А. М.: ВАЭФиП, 1993.
- Актуальные проблемы норм Общей части уголовного права РФ и практики их применения в Вооруженных Силах России. — М., 1995;
- Уголовный кодекс — постатейный комментарий. — М., 1995;
- Бражник Ф. С. Актуальные проблемы норм Общей части уголовного права России и практики их применения в Вооруженных Силах России. М.: ВУ, 1995;
- Бражник Ф. С. Проблемы совершенствования военно-уголовного законодательства России // Проблемы разработки и внедрения концепции Военно-правовой реформы в Вооруженных Силах Российской Федерации. М.: ВАЭФиП, 1995;
- Бражник Ф. С. Актуальные проблемы совершенствования и применения к военнослужащим норм общей части уголовного законодательства Российской Федерации: Дисс. … д-ра. юрид. наук. М.: ВУ, 1996.
- Преступления против военной службы. Монография. — М.,1998;
- Бражник Ф. С. Преступления против военной службы: Учебное пособие. М.: ВУ, 1999;
- Уголовное право Российской Федерации. Преступления против военной службы: Учебник. / Ахметшин Х. М., Бражник Ф. С., Зателепин О. К., Самойлов А. С., Тер-Акопов А. А., Толкаченко А. А., Шулепов Н. А.; Отв. ред. Петухов Н. А. М.: ВУ, 1999.
- Бражник Ф. С. К вопросу о военно-уголовном праве. // Российский военно-правовой сборник № 1. Материалы научно-практической конференции. Военный университет. 21 апреля 2004 г. М.: типография ООО «Блок», 2004. С. 90 — 94.
- Бражник Ф. С. Преступления против порядка сбережения военного имущества (научно-практический комментарий статей 345, 346, 347, 348 УК РФ). // Военно-уголовное право. 2005. № 6. (вкладка в журнал «Право в Вооруженных Силах — Военно-правовое обозрение». 2005. № 12);
- Бражник Ф. С. Нарушение правил вождения или эксплуатации машин (научно-практический комментарий к статье 350 УК России). // Военно-уголовное право. 2006. № 3. (вкладка в журнал «Право в Вооруженных Силах — Военно-правовое обозрение». 2006. № 6);
- Бражник Ф. С. Нарушение правил кораблевождения (научно-практический комментарий к ст. 352 УК РФ). // Военно-уголовное право. 2006. № 5. (вкладка в журнал «Право в Вооруженных Силах — Военно-правовое обозрение». 2006. № 10).